# Heinrich Gley
Heinrich Gley (Blankensee, 16 febbraio 1901 – Münster, 10 giugno 1985) è stato un militare tedesco, SS-Oberscharführer, fu coinvolto nell'Aktion T4 e nell'Aktion Reinhardt.

## Biografia
Figlio di un bracciante agricolo lavorò nell'agricoltura fino al 1919, dopo aver frequentato la scuola elementare per otto anni. Entrò poi a far parte della Reichswehr, che lasciò nel 1924 da soldato semplice. Svolse vari lavori saltuari, divenne inserviente presso l'ospedale psichiatrico statale del Meclemburgo-Strelitz a Domjüch, vicino a Neustrelitz, dove lavorò come infermiere dal 1938.
Si unì al NSDAP il 1º marzo 1932 (nº 983.557) e si arruolò nelle SS nel 1934. Dal 1937 fu SS-Unterscharführer e capogruppo locale dell'organizzazione Benessere popolare nazionalsocialista. Durante l'annessione dell'Austria al Reich tedesco nel marzo 1938, fu richiamato e tornò al suo lavoro con il grado di sottufficiale. Dall'agosto 1939 fu chiamato a far parte di una commissione per l'approvvigionamento di veicoli a motore, ma dovette abbandonare questo incarico dopo pochi mesi a causa di una malattia.

### Aktion T4
All'inizio del gennaio 1940, fu trasferito nel programma Aktion T4 e inizialmente lavorò nel centro di eutanasia di Grafeneck. Fu trasferito al centro di eutanasia di Sonnenstein, dove ricoprì il ruolo di capo infermiere fino al gennaio 1942. Nell'inverno del 1941/42 fu assegnato, insieme ad altro "personale ospedaliero", all'Organizzazione Todt sul fronte orientale per il trasporto dei feriti. In questo periodo fu anche promosso SS-Oberscharführer.

### Aktion Reinhardt
Nel 1942, dopo il termine ufficiale dell'Aktion T4, fu trasferito al campo di concentramento di Trawniki, dove probabilmente ricevette un breve addestramento militare da parte degli ufficiali di polizia, come altri membri del personale di Sonnenstein sotto la guida di Ernst Schemmel. Dopo essere stato trasferito all'Aktion Reinhardt, fu inviato al campo di sterminio di Belzec nell'agosto 1942, dove supervisionò i trasporti degli ebrei in arrivo alla rampa, le baracche per la svestizione e il processo di gasazione, inoltre guidò i distaccamenti di lavoro. Si dice che Gley abbia ucciso con le sue mani almeno tre ebrei, disabili o malati, a Belzec. Dopo che le gasazioni a Belzec furono completate nel dicembre 1942, supervisionò insieme al comandante del campo Gottlieb Hering il rogo dei corpi nelle fosse comuni: dal novembre 1942 al marzo 1943 furono accesi ininterrottamente tre o quattro roghi dove furono bruciati più di 400.000 corpi. Il 1º marzo 1943, Gley sparò accidentalmente al suo collega Fritz Jirmann durante un confronto con gli uomini di Trawniki imprigionati nel bunker.

### Campo di lavoro di Poniatowa
Nella primavera del 1943, Gley fu trasferito nel campo di concentramento di Poniatowa, dove erano internati i prigionieri ebrei. Come a Belzec, era subordinato a Gottlieb Hering, comandante del campo, al quale si riferiva amichevolmente come al suo "braccio destro". Anche altri membri del campo di Belzec furono inviati a Poniatowa con Gley. Le atrocità in questo campo raggiunsero il culmine all'inizio di novembre del 1943 con l'Aktion Erntefest, in cui almeno 14.000 prigionieri furono uccisi dal plotone di esecuzione. Dopo questa "Aktion", il campo fu chiuso e Hering e Gley tornarono nuovamente alla cremazione dei corpi dei prigionieri uccisi.

### Zona d'operazioni del Litorale adriatico
Al termine dell'Aktion Reinhardt, nel dicembre 1943, fu trasferito nella zona d'operazioni del Litorale adriatico a Trieste, come la maggior parte del personale dell'Aktion Reinhardt. Qui entrò nel "Sonderabteilung Einsatz R", responsabile dello "sterminio degli ebrei", della confisca delle proprietà ebraiche e della lotta ai partigiani. Fino al luglio 1944 fu membro del Sonderabteilung Einsatz R e tornò brevemente a Berlino a causa di una malattia. Dal 1º settembre 1944 fino alla fine della guerra, prestò servizio come istruttore delle Waffen-SS a Praga.

## Nel dopoguerra
Dopo la fine della guerra, fu prigioniero di guerra a Pilsen il 10 maggio 1945 e fu rilasciato il 29 dicembre 1947. Lavorò poi come muratore in Westfalia fino al 1958, quando dovette abbandonare questo lavoro ancora a causa di una malattia. A Bielefeld, Gley fu condannato a 100 giorni di reclusione per la sua appartenenza alle SS, probabilmente nell'ambito del processo di denazificazione, anche se la pena era già stata scontata durante l'internamento.
Gley fu imprigionato all'inizio degli anni sessanta durante le indagini sui crimini di Belzec. A partire dall'agosto 1963, nel processo di Belzec, Gley e altri sette imputati furono processati davanti al Tribunale regionale di Monaco. Nel gennaio 1964 fu sospeso dall'accusa e non fu aperto alcun processo formale contro di lui e non fu processato per il suo coinvolgimento nell'Aktion T4.
Gley morì nel giugno 1985.